# Martinskirche (Ebingen)

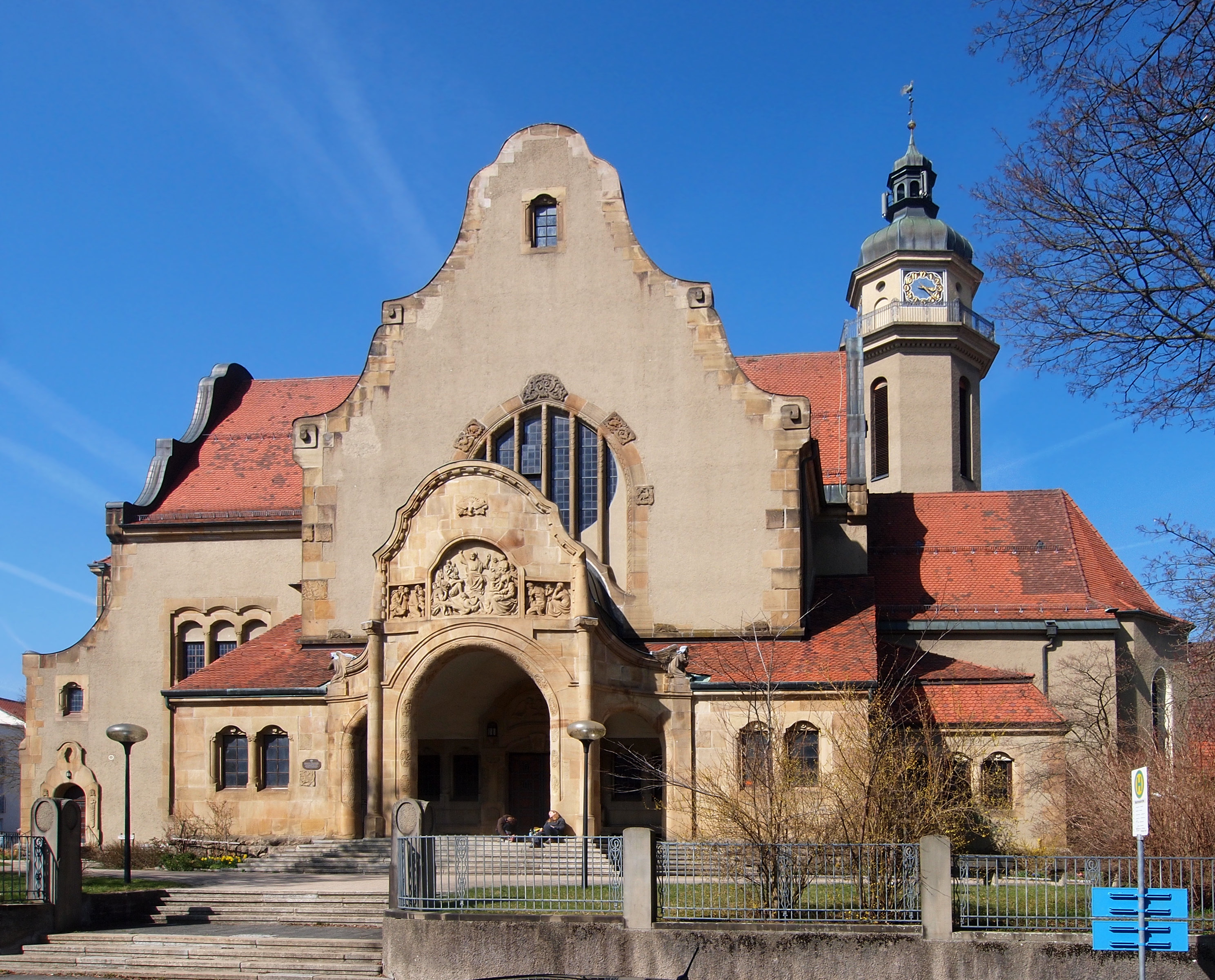
Martinskirche in Ebingen

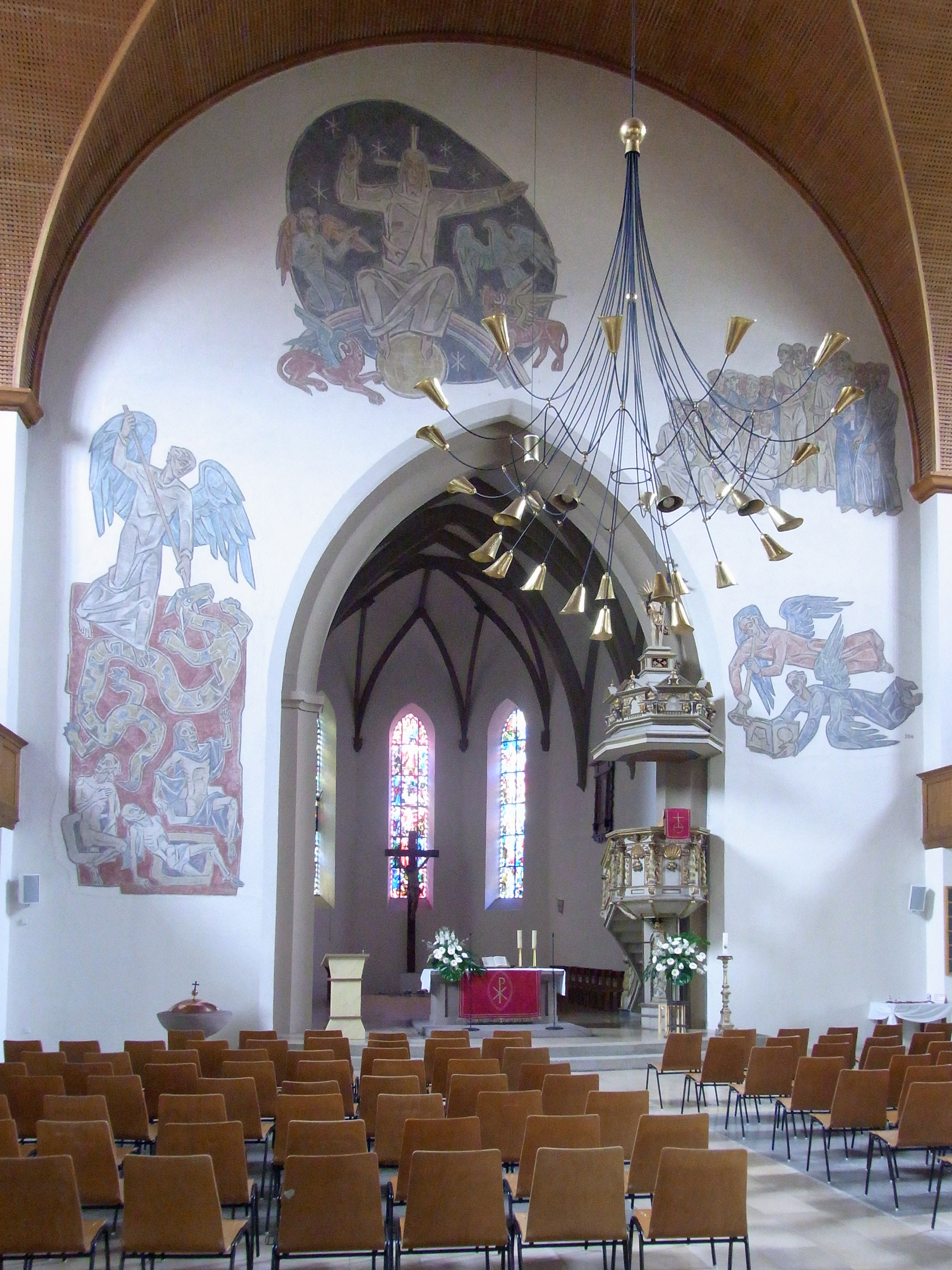
Innenansicht

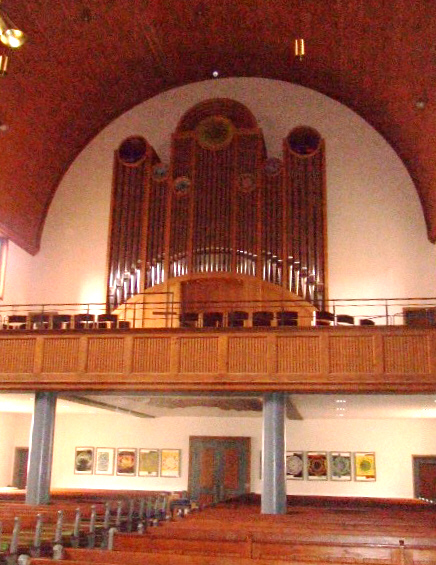
Orgel

Die evangelische Martinskirche steht in Ebingen, einem Stadtteil von Albstadt im Zollernalbkreis in Baden-Württemberg. Die Kirchengemeinde gehört zum Kirchenbezirk Balingen der Evangelischen Landeskirche in Württemberg. Sie steht unter Denkmalschutz und ist beim Landesamt für Denkmalpflege Baden-Württemberg als Baudenkmal eingetragen.

## Beschreibung
Die Kreuzkirche wurde 1905–1906 nach Entwürfen der Stuttgarter Architekten Paul Schmohl und Georg Stähelin in einer Kombination von Jugendstil- und Neobarock-Formen erbaut. Sie besteht aus einem Langhaus, das durch ein Querschiff geteilt wird, einem eingezogenen, dreiseitig geschlossenen Chor im Osten, der vom Vorgängerbau von 1473 erhalten blieb und einbezigen wurde, und einem Kirchturm an der Nordostecke des nördlichen Querarms, der mit einer Glockenhaube bedeckt ist, die von einer Laterne bekrönt wird. Sein oberstes, achteckiges Geschoss beherbergt die Turmuhr. Die mit plastischem Schmuck verzierte Fassade im Westen, die mit einem Schweifgiebel bedeckt ist, beherbergt das Portal.
Das Gemälde am Chorbogen im Innern der Kirche stammt vom Maler Otto Gussmann.
Die Orgel auf der Empore wurde 2002 als Opus 216 von Richard Rensch errichtet. Sie verfügt über 53 Register auf drei Manualen und Pedal.